# Lijst van rijksmonumenten aan de Brouwersgracht (Amsterdam)
Een overzicht van de 133 rijksmonumenten in de stad Amsterdam gelegen op de grens van de Jordaan aan de Brouwersgracht.
| Object | Oorspronkelijke functie? | Bouwjaar                             | Architect | Locatie                   | Coördinaten?                  | Nr.? | Afbeelding                                                                                 |
| --- | ------------------------ | ------------------------------------ | --------- | ------------------------- | ----------------------------- | ---- | ------------------------------------------------------------------------------------------ |
| Zelfstandig achterhuis met houten pui, vormt het achterste deel van Singel 14                                                                                   | Gebouw                   |                                      |           | Brouwersgracht 2A         | 52° 22' 45" NB, 4° 53' 37" OL | 751  | Meer afbeeldingen                                                                          |
| Pand met ingezwenkte halsgevel | Woonhuis                 | 18e eeuw                             |           | Brouwersgracht 20         | 52° 22' 45" NB, 4° 53' 36" OL | 752  | Meer afbeeldingen                                                                          |
| Huis, de zandstenen onderdelen van de gevelhals | Gebouw                   | eerste of tweede kwart 18e eeuw      |           | Brouwersgracht 30         | 52° 22' 45" NB, 4° 53' 35" OL | 753  | Meer afbeeldingen                                                                          |
| Pand met ingezwenkte halsgevel van vloeiend silhouet | Gebouw                   | 1773                                 |           | Brouwersgracht 32         | 52° 22' 45" NB, 4° 53' 35" OL | 754  | Meer afbeeldingen                                                                          |
| Pand met halsgevel met gedeelde vleugelstukken, volutenafdekking en beeldhouwwerk om de hijsbalk                                                                | Gebouw                   | tweede kwart 18e eeuw                |           | Brouwersgracht 40         | 52° 22' 45" NB, 4° 53' 35" OL | 755  | Meer afbeeldingen                                                                          |
| Pand met gevel onder rechte lijst | Gebouw                   | 18e of eerste helft 19e eeuw         |           | Brouwersgracht 42         | 52° 22' 45" NB, 4° 53' 34" OL | 756  | Meer afbeeldingen                                                                          |
| Huis vanwege de zandstenen onderdelen van de klokvormige top en de twee oeils-de-boeuf                                                                          | Gebouw                   | derde of laatste kwart 17e eeuw      |           | Brouwersgracht 44         | 52° 22' 45" NB, 4° 53' 34" OL | 757  | Meer afbeeldingen                                                                          |
| Hoekpand met ingezwenkte halsgevel met gelobde volutenafdekking. Tegen de zijgevel een pothuis                                                                  | Woonhuis                 | tweede kwart 18e eeuw                |           | Brouwersgracht 46         | 52° 22' 45" NB, 4° 53' 33" OL | 758  | Meer afbeeldingen                                                                          |
| Pand met halsgevel met dolfijnen en beeldhouwwerk om de hijsbalk en in de afdekking                                                                             | Gebouw                   | 17e/19e eeuw                         |           | Brouwersgracht 48         | 52° 22' 46" NB, 4° 53' 33" OL | 759  | Meer afbeeldingen                                                                          |
| Pand met ingezwenkte halsgevel | Gebouw                   | 18e/19e eeuw                         |           | Brouwersgracht 50         | 52° 22' 46" NB, 4° 53' 33" OL | 760  | Meer afbeeldingen                                                                          |
| Nooyt Volmaakt | Werk-woonhuis            | 1749                                 |           | Brouwersgracht 52         | 52° 22' 46" NB, 4° 53' 33" OL | 761  | Meer afbeeldingen                                                                          |
| Pand met ingezwenkte halsgevel | Gebouw                   | derde kwart 18e eeuw                 |           | Brouwersgracht 54         | 52° 22' 46" NB, 4° 53' 33" OL | 762  | Meer afbeeldingen                                                                          |
| Hoekpand met zeer gave, rijk gebeeldhouwde ingezwenkte halsgevel met gelobde volutenafdekking waaronder het jaartal in ornament                                 | Gebouw                   | 1744                                 |           | Brouwersgracht 56         | 52° 22' 46" NB, 4° 53' 32" OL | 763  | Meer afbeeldingen                                                                          |
| Pand met halsgevel met gelobde afdekking waaronder beeldhouwwerk                                                                                                | Gebouw                   | tweede kwart 18e eeuw                |           | Brouwersgracht 60         | 52° 22' 46" NB, 4° 53' 31" OL | 764  | Meer afbeeldingen                                                                          |
| Pand met gevel | Gebouw                   | 18e/19e eeuw                         |           | Brouwersgracht 62         | 52° 22' 46" NB, 4° 53' 31" OL | 765  | Meer afbeeldingen                                                                          |
| Pand met halsgevel met gedeelde vleugelstukken en palmet in de afdekking                                                                                        | Gebouw                   | laatste kwart 18e eeuw               |           | Brouwersgracht 68         | 52° 22' 47" NB, 4° 53' 28" OL | 766  | Meer afbeeldingen                                                                          |
| Pand met gevel onder gesneden rechte lijst met triglyfen en consoles waarboven een schilddakje                                                                  | Gebouw                   | laatste kwart 18e eeuw               |           | Brouwersgracht 70         | 52° 22' 47" NB, 4° 53' 28" OL | 767  | Meer afbeeldingen                                                                          |
| Pand met gevel onder rechte klossenlijst | Gebouw                   | 18e/19e eeuw                         |           | Brouwersgracht 72         | 52° 22' 47" NB, 4° 53' 27" OL | 768  | Meer afbeeldingen                                                                          |
| Pand met gevel onder rechte klossenlijst | Gebouw                   | 18e/19e eeuw                         |           | Brouwersgracht 74         | 52° 22' 47" NB, 4° 53' 27" OL | 769  | Meer afbeeldingen                                                                          |
| Pand met gevel waarop rechte lijst met consoles | Gebouw                   | 18e/19e eeuw                         |           | Brouwersgracht 76         | 52° 22' 47" NB, 4° 53' 27" OL | 770  | Meer afbeeldingen                                                                          |
| Pand met halsgevel met gedeelde vleugelstukken waarop vazen en een palmet in de afdekking                                                                       | Gebouw                   | ca. 1725                             |           | Brouwersgracht 78         | 52° 22' 47" NB, 4° 53' 27" OL | 771  | Meer afbeeldingen                                                                          |
| Pand met halsgevel met gedeelde vleugelstukken en een palmet in de afdekking                                                                                    | Gebouw                   | ca. 1725 / ca. 1800                  |           | Brouwersgracht 80         | 52° 22' 47" NB, 4° 53' 26" OL | 1627 | Meer afbeeldingen                                                                          |
| Pand met gepleisterde gevel onder rechte lijst met consoles | Gebouw                   | laatste kwart 18e eeuw               |           | Brouwersgracht 82A        | 52° 22' 47" NB, 4° 53' 26" OL | 772  | Meer afbeeldingen                                                                          |
| Pand met gevel onder gesneden rechte lijst met consoles | Gebouw                   | laatste kwart 18e eeuw               |           | Brouwersgracht 84         | 52° 22' 47" NB, 4° 53' 26" OL | 773  | Meer afbeeldingen                                                                          |
| Hoekhuis met boven de houten pui in 18e-eeuwse stijl herbouwde gevel waarop hals met gedeelte vleugelstukken, vazen op de krullen en een schelp in de afdekking | Gebouw                   | 17e/18e eeuw                         |           | Brouwersgracht 86         | 52° 22' 47" NB, 4° 53' 26" OL | 774  | Meer afbeeldingen                                                                          |
| Hoekhuis met ingezwenkte halsgevel | Woonhuis                 | 18e/19e eeuw                         |           | Brouwersgracht 88         | 52° 22' 48" NB, 4° 53' 25" OL | 775  | Meer afbeeldingen                                                                          |
| Pand met ingezwenkte halsgevel | Gebouw                   | 18e eeuw                             |           | Brouwersgracht 90A        | 52° 22' 47" NB, 4° 53' 25" OL | 776  | Meer afbeeldingen                                                                          |
| Pand met ingezwenkte halsgevel van vloeiend silhouet | Woonhuis                 | kort na 1770                         |           | Brouwersgracht 92         | 52° 22' 48" NB, 4° 53' 24" OL | 777  | Meer afbeeldingen                                                                          |
| Pand met gevel onder rechte lijst | Gebouw                   | ca. 1800                             |           | Brouwersgracht 94HI       | 52° 22' 48" NB, 4° 53' 24" OL | 778  | Meer afbeeldingen                                                                          |
| Pand met gevel onder gesneden rechte lijst | Gebouw                   | laatste kwart 18e eeuw               |           | Brouwersgracht 96         | 52° 22' 48" NB, 4° 53' 24" OL | 779  | Meer afbeeldingen                                                                          |
| Pand met halsgevel met vleugelstukken van het 'doorboorde-bloem-type' en een schelp in het fronton                                                              | Gebouw                   | eerste kwart 18e eeuw                |           | Brouwersgracht 98         | 52° 22' 48" NB, 4° 53' 24" OL | 780  | Meer afbeeldingen                                                                          |
| Dubbel pakhuis met gevel onder trapeziumtop | Gebouw                   | 1618 en later                        |           | Brouwersgracht 100        | 52° 22' 49" NB, 4° 53' 24" OL | 781  | Meer afbeeldingen                                                                          |
| Pand met gepleisterde pilaster-halsgevel met tussentrappen en oeils-de-boeuf                                                                                    | Woonhuis                 | 1660 en later                        |           | Brouwersgracht 120A       | 52° 22' 48" NB, 4° 53' 23" OL | 782  | Meer afbeeldingen                                                                          |
| Pand met gevel onder rijk gebeeldhouwde stenen, in het midden verhoogde lijst met siervaas                                                                      | Gebouw                   | eerste kwart 18e eeuw                |           | Brouwersgracht 122        | 52° 22' 49" NB, 4° 53' 23" OL | 783  | Pand met gevel onder rijk gebeeldhouwde stenen, in het midden verhoogde lijst met siervaas |
| Pand met halsgevel met gedeelde vleugelstukken en palmet in de afdekking                                                                                        | Woonhuis                 | ca. 1725                             |           | Brouwersgracht 124        | 52° 22' 49" NB, 4° 53' 22" OL | 784  | Pand met halsgevel met gedeelde vleugelstukken en palmet in de afdekking                   |
| Pand met halsgevel met siertrossen en een schelp in het fronton                                                                                                 | Gebouw                   | eind 17e eeuw                        |           | Brouwersgracht 126        | 52° 22' 49" NB, 4° 53' 22" OL | 785  | Pand met halsgevel met siertrossen en een schelp in het fronton                            |
| Hond | Gebouw                   | eerste of tweede kwart 18e eeuw      |           | Brouwersgracht 154        | 52° 22' 50" NB, 4° 53' 21" OL | 786  | Hond                                                                                       |
| Pand met gevel onder rechte lijst | Gebouw                   | 18e of derde kwart 19e eeuw          |           | Brouwersgracht 168A       | 52° 22' 51" NB, 4° 53' 17" OL | 788  | Meer afbeeldingen                                                                          |
| Pakhuis met puntgevel | Gebouw                   | tweede helft 17e eeuw                |           | Brouwersgracht 172        | 52° 22' 52" NB, 4° 53' 17" OL | 789  | Meer afbeeldingen                                                                          |
| Driedubbel pakhuis met trapeziumgevel | Gebouw                   | 17e/19e eeuw                         |           | Brouwersgracht 174A       | 52° 22' 52" NB, 4° 53' 17" OL | 790  | Meer afbeeldingen                                                                          |
| Pakhuis met puntgevel | Gebouw                   | 17e eeuw                             |           | Brouwersgracht 182        | 52° 22' 52" NB, 4° 53' 16" OL | 791  | Meer afbeeldingen                                                                          |
| T.POTASCHVAT | Gebouw                   | ca. 1636/18e eeuw                    |           | Brouwersgracht 184A       | 52° 22' 53" NB, 4° 53' 16" OL | 792  | T.POTASCHVAT                                                                               |
| T.POTASCHVAT | Gebouw                   | ca. 1636/18e eeuw                    |           | Brouwersgracht 186A       | 52° 22' 53" NB, 4° 53' 15" OL | 793  | Meer afbeeldingen                                                                          |
| Koning David | Gebouw                   | ca. 1636                             |           | Brouwersgracht 188A       | 52° 22' 53" NB, 4° 53' 15" OL | 794  | Meer afbeeldingen                                                                          |
| De David | Opslag                   | ca. 1636                             |           | Brouwersgracht 190        | 52° 22' 53" NB, 4° 53' 15" OL | 795  | Meer afbeeldingen                                                                          |
| Groene Valk | Gebouw                   | ca. 1636                             |           | Brouwersgracht 192A       | 52° 22' 53" NB, 4° 53' 15" OL | 796  | Meer afbeeldingen                                                                          |
| Grauwe Valk | Gebouw                   | ca. 1636                             |           | Brouwersgracht 194        | 52° 22' 53" NB, 4° 53' 15" OL | 797  | Meer afbeeldingen                                                                          |
| De Appel | Gebouw                   |                                      |           | Brouwersgracht 196        | 52° 22' 53" NB, 4° 53' 14" OL | 798  | Meer afbeeldingen                                                                          |
| Pakhuis met gave puntgevels aan voor- en achterzijde, voorzien van twee- en drielichten                                                                         | Werk-woonhuis            |                                      |           | Brouwersgracht 200A       | 52° 22' 54" NB, 4° 53' 14" OL | 799  | Meer afbeeldingen                                                                          |
| Pakhuis met gave puntgevels aan voor- en achterzijde, voorzien van twee- en drielichten                                                                         | Nijverheid               |                                      |           | Brouwersgracht 202        | 52° 22' 54" NB, 4° 53' 14" OL | 800  | Meer afbeeldingen                                                                          |
| Het Kleine Groene Hert | Gebouw                   | 17e eeuw                             |           | Brouwersgracht 204A       | 52° 22' 54" NB, 4° 53' 13" OL | 801  | Meer afbeeldingen                                                                          |
| T Vyfde Groene Hart | Nijverheid               | ca. 1725                             |           | Brouwersgracht 208A       | 52° 22' 54" NB, 4° 53' 13" OL | 802  | Meer afbeeldingen                                                                          |
| Het Groote Groene Hert | Nijverheid               | 17e eeuw                             |           | Brouwersgracht 210A       | 52° 22' 54" NB, 4° 53' 13" OL | 803  | Meer afbeeldingen                                                                          |
| Hoekhuis met pilaster-halsgevel overgebleven van een drieling                                                                                                   | Gebouw                   | ca. 1650                             |           | Brouwersgracht 218        | 52° 22' 55" NB, 4° 53' 11" OL | 804  | Meer afbeeldingen                                                                          |
| Pand met gekuifde klokgevel | Gebouw                   | mogelijk derde kwart 18e eeuw        |           | Brouwersgracht 220        | 52° 22' 55" NB, 4° 53' 11" OL | 805  | Meer afbeeldingen                                                                          |
| Pakhuis met puntgevel | Gebouw                   | 18e eeuw                             |           | Brouwersgracht 224        | 52° 22' 55" NB, 4° 53' 11" OL | 806  | Meer afbeeldingen                                                                          |
| Danzig | Gebouw                   | 17e eeuw                             |           | Brouwersgracht 236A       | 52° 22' 56" NB, 4° 53' 10" OL | 807  | Meer afbeeldingen                                                                          |
| Pakhuis met gave puntgevel aan de voorzijde en puntgevel met vlechtingen aan de vinkenstraat                                                                    | Gebouw                   | begin 18e eeuw                       |           | Brouwersgracht 238        | 52° 22' 57" NB, 4° 53' 11" OL | 808  | Meer afbeeldingen                                                                          |
| D'Ezel | Gebouw                   | 17e eeuw                             |           | Brouwersgracht 240        | 52° 22' 56" NB, 4° 53' 9" OL  | 809  | Meer afbeeldingen                                                                          |
| Hoekpand: pakhuis met vrij gave puntgevel | Gebouw                   | tweede helft 17e eeuw                |           | Brouwersgracht 244A t/m M | 52° 22' 57" NB, 4° 53' 9" OL  | 810  | Meer afbeeldingen                                                                          |
| De Eenhoorn | Gebouw                   | 1684                                 |           | Brouwersgracht 248        | 52° 22' 57" NB, 4° 53' 8" OL  | 811  | Meer afbeeldingen                                                                          |
| Pakhuis met puntgevel waarin op de scheiding met nr 248, waarmee nr 250 een groep vormt, een steen met het jaartal                                              | Gebouw                   | 1684                                 |           | Brouwersgracht 250        | 52° 22' 57" NB, 4° 53' 8" OL  | 812  | Meer afbeeldingen                                                                          |
| Pakhuis met puntgevel | Gebouw                   | 17e eeuw                             |           | Brouwersgracht 252A       | 52° 22' 57" NB, 4° 53' 8" OL  | 813  | Meer afbeeldingen                                                                          |
| De Twee Sleutels | Gebouw                   | 17e eeuw                             |           | Brouwersgracht 254        | 52° 22' 57" NB, 4° 53' 7" OL  | 814  | Meer afbeeldingen                                                                          |
| Pakhuis met puntgevel | Gebouw                   | 17e eeuw                             |           | Brouwersgracht 256        | 52° 22' 57" NB, 4° 53' 7" OL  | 717  | Meer afbeeldingen                                                                          |
| Pand met gevel onder klokvormige top met rollagen | Gebouw                   | eerste kwart 17e eeuw                |           | Brouwersgracht 258        | 52° 22' 57" NB, 4° 53' 7" OL  | 815  | Meer afbeeldingen                                                                          |
| Hoekhuis met gevel onder rechte lijst goede roedenverdeling | Gebouw                   | eerste helft 19e eeuw                |           | Brouwersgracht 264        | 52° 22' 58" NB, 4° 53' 6" OL  | 816  | Hoekhuis met gevel onder rechte lijst goede roedenverdeling                                |
| Pakhuis met herbouwde puntgevel | Gebouw                   | 18e eeuw                             |           | Brouwersgracht 266        | 52° 22' 58" NB, 4° 53' 6" OL  | 817  | Meer afbeeldingen                                                                          |
| Pakhuis met trapgevel | Gebouw                   | eerste helft 17e eeuw                |           | Brouwersgracht 268        | 52° 22' 58" NB, 4° 53' 6" OL  | 818  | Meer afbeeldingen                                                                          |
| Pakhuis met puntgevel | Gebouw                   | 18e eeuw                             |           | Brouwersgracht 270A       | 52° 22' 58" NB, 4° 53' 5" OL  | 819  | Meer afbeeldingen                                                                          |
| De Leeuw | Gebouw                   | 17e eeuw                             |           | Brouwersgracht 272A       | 52° 22' 58" NB, 4° 53' 5" OL  | 820  | Meer afbeeldingen                                                                          |
| De Wolf | Gebouw                   | 17e eeuw                             |           | Brouwersgracht 274        | 52° 22' 58" NB, 4° 53' 5" OL  | 821  | Meer afbeeldingen                                                                          |
| Ijkkantoor | Gebouw                   | derde kwart 19e eeuw                 |           | Brouwersgracht 276        | 52° 22' 59" NB, 4° 53' 5" OL  | 822  | Meer afbeeldingen                                                                          |
| Hoekhuis met gepleisterde gevel onder rechte lijst | Gebouw                   | 19e eeuw of ouder                    |           | Brouwersgracht 280        | 52° 22' 59" NB, 4° 53' 3" OL  | 823  | Meer afbeeldingen                                                                          |
| Pand met puntgevel | Gebouw                   | 18e eeuw                             |           | Brouwersgracht 286        | 52° 22' 60" NB, 4° 53' 2" OL  | 824  | Meer afbeeldingen                                                                          |
| Dubbel pakhuis met trapeziumgevel | Gebouw                   | 17e eeuw                             |           | Brouwersgracht 288        | 52° 23' 0" NB, 4° 53' 2" OL   | 825  | Meer afbeeldingen                                                                          |
| Dubbel pakhuis met gepleisterde trapeziumgevel | Bedrijfs-,fabriekswoning | 17e of 18e eeuw                      |           | Brouwersgracht 1          | 52° 22' 44" NB, 4° 53' 36" OL | 691  | Meer afbeeldingen                                                                          |
| Pakhuis met gave puntgevel onder gebogen fronton | Werk-woonhuis            | laatste kwart 17e eeuw               |           | Brouwersgracht 7A         | 52° 22' 44" NB, 4° 53' 35" OL | 692  | Meer afbeeldingen                                                                          |
| Pakhuis met gave puntgevel | Gebouw                   | 18e eeuw                             |           | Brouwersgracht 9          | 52° 22' 44" NB, 4° 53' 35" OL | 693  | Meer afbeeldingen                                                                          |
| Pand met gevel onder rechte lijst | Gebouw                   | eerste helft 19e eeuw                |           | Brouwersgracht 19         | 52° 22' 44" NB, 4° 53' 33" OL | 694  | Upload foto                                                                                |
| Pand met rechte lijst met consoles | Gebouw                   | midden 19e eeuw                      |           | Brouwersgracht 29         | 52° 22' 45" NB, 4° 53' 29" OL | 695  | Meer afbeeldingen                                                                          |
| Pand met gevel onder rechte lijst waarboven een houten dakvoorschot                                                                                             | Gebouw                   | eerste helft 19e eeuw                |           | Brouwersgracht 31         | 52° 22' 45" NB, 4° 53' 29" OL | 696  | Meer afbeeldingen                                                                          |
| Pand met gevel onder recht lijst met houten opzetstukje | Gebouw                   | derde kwart 19e eeuw                 |           | Brouwersgracht 33         | 52° 22' 45" NB, 4° 53' 28" OL | 697  | Meer afbeeldingen                                                                          |
| Pand met gevel onder rechte lijst | Gebouw                   | 1727                                 |           | Brouwersgracht 35         | 52° 22' 45" NB, 4° 53' 28" OL | 698  | Meer afbeeldingen                                                                          |
| Huis, vanwege de natuurstenen afdekking van de klokvormige top                                                                                                  | Gebouw                   | mogelijk derde kwart 18e eeuw        |           | Brouwersgracht 37         | 52° 22' 45" NB, 4° 53' 28" OL | 699  | Huis, vanwege de natuurstenen afdekking van de klokvormige top                             |
| Pand met gevel van het 'type met grote blokken' onder armelijke ingezwenkte hals                                                                                | Woonhuis                 | 18e/19e eeuw                         |           | Brouwersgracht 39         | 52° 22' 45" NB, 4° 53' 28" OL | 700  | Meer afbeeldingen                                                                          |
| Pand met zeer gave en fraaie gevel onder gesneden rechte lijst met consoles en balustrade                                                                       | Gebouw                   | laatste kwart 18e eeuw               |           | Brouwersgracht 41         | 52° 22' 45" NB, 4° 53' 27" OL | 701  | Meer afbeeldingen                                                                          |
| Pand met gevel van het 'type met grote blokken' onder armelijke ingezwenkte hals                                                                                | Gebouw                   | tweede kwart 17e eeuw                |           | Brouwersgracht 45         | 52° 22' 45" NB, 4° 53' 27" OL | 702  | Pand met gevel van het 'type met grote blokken' onder armelijke ingezwenkte hals           |
| Pand met gevel onder geknikte lijst | Gebouw                   | derde kwart 19e eeuw                 |           | Brouwersgracht 47         | 52° 22' 45" NB, 4° 53' 27" OL | 703  | Pand met gevel onder geknikte lijst                                                        |
| Pand met ingezwenkte halsgevel met schelp op de afdekking | Gebouw                   | 18e/19e eeuw                         |           | Brouwersgracht 49         | 52° 22' 45" NB, 4° 53' 26" OL | 704  | Pand met ingezwenkte halsgevel met schelp op de afdekking                                  |
| Pand met gevel | Gebouw                   | 18e/19e eeuw                         |           | Brouwersgracht 53         | 52° 22' 46" NB, 4° 53' 26" OL | 705  | Pand met gevel                                                                             |
| Pand met gevel onder fantasietop | Gebouw                   | 18e eeuw (bouw) 19e eeuw (verbouwd)  |           | Brouwersgracht 55         | 52° 22' 46" NB, 4° 53' 25" OL | 706  | Pand met gevel onder fantasietop                                                           |
| Pand met gevel van zijn top beroofd | Gebouw                   | 18e eeuw                             |           | Brouwersgracht 57         | 52° 22' 46" NB, 4° 53' 25" OL | 707  | Pand met gevel van zijn top beroofd                                                        |
| Pand met gevel onder klokvormige top met afdeklijst | Gebouw                   | 18e/19e eeuw                         |           | Brouwersgracht 59         | 52° 22' 46" NB, 4° 53' 25" OL | 708  | Pand met gevel onder klokvormige top met afdeklijst                                        |
| Hoekhuis met voorgevel onder rechte lijst | Gebouw                   | 17e/18e/19e eeuw                     |           | Brouwersgracht 63         | 52° 22' 47" NB, 4° 53' 22" OL | 709  | Meer afbeeldingen                                                                          |
| Pand met gevel onder rechte lijst met consoles | Woonhuis                 | 18e/19e eeuw                         |           | Brouwersgracht 65A        | 52° 22' 47" NB, 4° 53' 22" OL | 710  | Pand met gevel onder rechte lijst met consoles                                             |
| Dubbel pakhuis met dwarse achterbouw en trapeziumgevel waarin stenen met beide jaartallen                                                                       | Gebouw                   | 1631 (pakhuis) 1857 (trapeziumgevel) |           | Brouwersgracht 75         | 52° 22' 48" NB, 4° 53' 21" OL | 711  | Meer afbeeldingen                                                                          |
| Twee huizen bij nr 79 nog met snijraamhek | Woonhuis                 | 17e/18e/19e eeuw                     |           | Brouwersgracht 79         | 52° 22' 48" NB, 4° 53' 20" OL | 712  | Meer afbeeldingen                                                                          |
| Pand met gevel onder rechte lijst | Gebouw                   | 19e eeuw                             |           | Brouwersgracht 89         | 52° 22' 48" NB, 4° 53' 20" OL | 713  | Meer afbeeldingen                                                                          |
| Pand met gevel onder klokvormige top met rollagen | Woonhuis                 | 18e/19e eeuw                         |           | Brouwersgracht 91         | 52° 22' 48" NB, 4° 53' 20" OL | 714  | Meer afbeeldingen                                                                          |
| Pand met gevel onder klokvormige top met rollagen | Gebouw                   | 18e/19e eeuw                         |           | Brouwersgracht 97         | 52° 22' 48" NB, 4° 53' 19" OL | 715  | Meer afbeeldingen                                                                          |
| Pand met halsgevel met vleugelstukken van het 'doorboorde-bloem-type' en in de afdekking een wolf en 17 wolf 11                                                 | Gebouw                   | 1711                                 |           | Brouwersgracht 99         | 52° 22' 48" NB, 4° 53' 19" OL | 716  | Meer afbeeldingen                                                                          |
| Pand met gevel onder in het midden verhoogde lijst met consoles waarboven een gesneden opzetstuk met onttuigd schip                                             | Gebouw                   | 18e eeuw                             |           | Brouwersgracht 103        | 52° 22' 50" NB, 4° 53' 16" OL | 719  | Meer afbeeldingen                                                                          |
| Hoekhuis met gevel onder rechte lijst | Gebouw                   | 18e/19e eeuw                         |           | Brouwersgracht 105        | 52° 22' 50" NB, 4° 53' 16" OL | 720  | Meer afbeeldingen                                                                          |
| Hoekhuis onder schilddak | Gebouw                   | 17e eeuw                             |           | Brouwersgracht 107        | 52° 22' 51" NB, 4° 53' 14" OL | 721  | Meer afbeeldingen                                                                          |
| Huis onder rechte lijst met consoles en dakkapel | Werk-woonhuis            | tegen 1750                           |           | Brouwersgracht 111        | 52° 22' 51" NB, 4° 53' 14" OL | 722  | Meer afbeeldingen                                                                          |
| Huis onder rechte lijst met consoles en dakkapel | Gebouw                   | tegen 1750                           |           | Brouwersgracht 113        | 52° 22' 51" NB, 4° 53' 14" OL | 723  | Meer afbeeldingen                                                                          |
| Pand met gevel onder rechte lijst | Gebouw                   | 18e/19e eeuw                         |           | Brouwersgracht 131        | 52° 22' 53" NB, 4° 53' 11" OL | 724  | Pand met gevel onder rechte lijst                                                          |
| Pand met ingezwenkte halsgevel met vazen op de krullen | Gebouw                   | ca. 1750                             |           | Brouwersgracht 133        | 52° 22' 53" NB, 4° 53' 11" OL | 725  | Meer afbeeldingen                                                                          |
| Pand met gevel onder rechte lijst | Gebouw                   | 18e/19e eeuw                         |           | Brouwersgracht 135        | 52° 22' 53" NB, 4° 53' 11" OL | 726  | Pand met gevel onder rechte lijst                                                          |
| Pand met gevel onder rechte lijst | Gebouw                   | 18e/19e eeuw                         |           | Brouwersgracht 137        | 52° 22' 53" NB, 4° 53' 11" OL | 727  | Pand met gevel onder rechte lijst                                                          |
| Pand met gevel onder klokvormige top met rollagen | Werk-woonhuis            | mogelijk 17e eeuw                    |           | Brouwersgracht 141        | 52° 22' 54" NB, 4° 53' 10" OL | 728  | Pand met gevel onder klokvormige top met rollagen                                          |
| Pand met ingezwenkte halsgevel met volutenafdekking | Gebouw                   | tweede kwart 18e eeuw                |           | Brouwersgracht 143        | 52° 22' 54" NB, 4° 53' 9" OL  | 729  | Pand met ingezwenkte halsgevel met volutenafdekking                                        |
| Pand met gepleisterde gevel onder gesneden rechte lijst | Gebouw                   | ca. 1800                             |           | Brouwersgracht 155        | 52° 22' 54" NB, 4° 53' 9" OL  | 730  | Meer afbeeldingen                                                                          |
| Pakhuis met puntgevel | Gebouw                   | 17e eeuw                             |           | Brouwersgracht 157        | 52° 22' 54" NB, 4° 53' 8" OL  | 731  | Meer afbeeldingen                                                                          |
| Dubbel pakhuis met trapeziumgevel | Gebouw                   | 17e eeuw                             |           | Brouwersgracht 167        | 52° 22' 55" NB, 4° 53' 7" OL  | 732  | Dubbel pakhuis met trapeziumgevel                                                          |
| Pand met gevel met in het midden verhoogde lijst | Gebouw                   | eerste of tweede kwart 18e eeuw      |           | Brouwersgracht 169        | 52° 22' 55" NB, 4° 53' 7" OL  | 733  | Meer afbeeldingen                                                                          |
| Pand met gevel met in het midden verhoogde lijst | Gebouw                   | eerste of tweede kwart 18e eeuw      |           | Brouwersgracht 171        | 52° 22' 55" NB, 4° 53' 6" OL  | 734  | Meer afbeeldingen                                                                          |
| Pand met gevel onder klokvormige top met rollagen | Gebouw                   | 19e eeuw                             |           | Brouwersgracht 173        | 52° 22' 56" NB, 4° 53' 6" OL  | 735  | Meer afbeeldingen                                                                          |
| Pand met gevel onder klokvormige top met rollagen | Gebouw                   | 17e/19e eeuw                         |           | Brouwersgracht 175        | 52° 22' 56" NB, 4° 53' 6" OL  | 736  | Meer afbeeldingen                                                                          |
| Dolphyn | Nijverheid               | 17e eeuw                             |           | Brouwersgracht 601        | 52° 22' 57" NB, 4° 53' 3" OL  | 737  | Upload foto                                                                                |
| Snoek | Gebouw                   | 17e eeuw                             |           | Brouwersgracht 617        | 52° 22' 57" NB, 4° 53' 3" OL  | 738  | Upload foto                                                                                |
| Pakhuis met gave puntgevel | Gebouw                   | 18e eeuw                             |           | Brouwersgracht 637        | 52° 22' 57" NB, 4° 53' 3" OL  | 739  | Pakhuis met gave puntgevel                                                                 |
| Liefde en Eendracht | Gebouw                   | 17e eeuw                             |           | Brouwersgracht 641        | 52° 22' 58" NB, 4° 53' 3" OL  | 740  | Liefde en Eendracht                                                                        |
| Het Oude Schaap | Gebouw                   | 18e eeuw                             |           | Brouwersgracht 641        | 52° 22' 57" NB, 4° 53' 2" OL  | 741  | Het Oude Schaap                                                                            |
| Vyfhoek | Gebouw                   | 18e eeuw                             |           | Brouwersgracht 691        | 52° 22' 58" NB, 4° 53' 2" OL  | 742  | Vyfhoek                                                                                    |
| Vierhoek | Gebouw                   | 18e eeuw                             |           | Brouwersgracht 703        | 52° 22' 58" NB, 4° 53' 2" OL  | 743  | Vierhoek                                                                                   |
| Driehoek | Gebouw                   | 18e eeuw                             |           | Brouwersgracht 723        | 52° 22' 58" NB, 4° 53' 2" OL  | 744  | Driehoek                                                                                   |
| Pakhuis met puntgevel | Gebouw                   | mogelijk tweede kwart 17e eeuw       |           | Brouwersgracht 807        | 52° 22' 59" NB, 4° 53' 0" OL  | 746  | Meer afbeeldingen                                                                          |
| Voormalig stadsartillerie- en graanpakhuis met 20e-eeuwse gevel in traditionele trant                                                                           | Gebouw                   | 17e eeuw                             |           | Brouwersgracht 829        | 52° 22' 59" NB, 4° 53' 0" OL  | 747  | Meer afbeeldingen                                                                          |
| Voormalig stadsartillerie- en graanpakhuis met gevel in traditionele trant                                                                                      | Gebouw                   | 17e eeuw                             |           | Brouwersgracht 839        | 52° 22' 59" NB, 4° 52' 60" OL | 748  | Meer afbeeldingen                                                                          |
| Voormalig stadsartillerie- en graanpakhuis met 20e-eeuwse gevel in traditionele trant                                                                           | Gebouw                   | 17e eeuw                             |           | Brouwersgracht 849        | 52° 22' 59" NB, 4° 52' 59" OL | 749  | Meer afbeeldingen                                                                          |
| Voormalig stadsartillerie- en graanpakhuis met 20e-eeuwse gevel in traditionele trant                                                                           | Gebouw                   | 17e eeuw                             |           | Brouwersgracht 857        | 52° 22' 59" NB, 4° 52' 59" OL | 750  | Meer afbeeldingen                                                                          |